# Horizont 2020
Horizont 2020 (englisch sowie  in der Schweiz und Österreich Horizon 2020) war ein EU-Förderprogramm für Forschung und Innovation, das von der Europäischen Kommission für eine Laufzeit von 2014 bis 2020 ausgeschrieben war. Horizont 2020 vereinte die vorhergehenden Forschungsrahmenprogramme mit dem Rahmenprogramm für Wettbewerbsfähigkeit und Innovation (CIP), sowie den Programmen des Europäischen Instituts für Innovation und Technologie (EIT). Mit der Zusammenlegung wurde die deutlich höhere Ausstattung von ursprünglich geplanten 87 Mrd. Euro im Vergleich zum 7. Forschungsrahmenprogramm  (50,5 Mrd. Euro) durch die Kommission begründet. Nach den Verhandlungen um den Haushalt der Europäischen Union wurde das Budget jedoch auf 70,2 Mrd. Euro gekürzt. Berücksichtigt man den Inflationszuwachs seit 2011, ergab sich ein Betrag von 79,3 Mrd. EUR, der dem Programm zur Verfügung stand.
Das Nachfolgeprogramm für die Jahre 2021–2027 ist Horizont Europa.

## Programmaufbau
Die drei Schwerpunkte des Programms sind Wissenschaftsexzellenz, Führende Rolle der Industrie und gesellschaftliche Herausforderungen. Diese Schwerpunkte entsprechen denen der Strategie Europa 2020.

### Schwerpunkt I „Wissenschaftsexzellenz“
Dieser Programmbereich zielt auf die individuelle Förderung exzellenter Wissenschaftler, die Pionierforschung in neuen Forschungsfeldern, die Mobilität von Wissenschaftlern sowie den besseren Zugang zu Infrastrukturen ab. Folgende Förderlinien umfasst dieser Schwerpunkt:

#### Europäischer Forschungsrat
Der Europäische Forschungsrat (ERC) vergibt vorrangig individuelle Zuwendungen an exzellente Nachwuchsforschende sowie etablierte Wissenschaftler mit bahnbrechenden Projektideen aus allen Themenbereichen.

#### Künftige und neu entstehende Technologien (FET)
FET fördert die exzellenzorientierte und visionäre Verbundforschung mit dem Ziel, neue innovative Technologiefelder zu öffnen und spricht dabei auch neue Akteure, also junge „high potentials“ sowie intensiv forschende kleine und mittlere Unternehmen an. 40 % des Budgets sind für thematisch offene Einzelvorhaben („FET open“) reserviert. Daneben werden themengebundene Forschungscluster („FET proactive“) und Großprojekte („FET flagships“), wie beispielsweise das Human Brain Project, gefördert.

#### Marie-Skłodowska-Curie-Maßnahmen
Ziel der Marie-Skłodowska-Curie-Maßnahmen (MSCA) ist es, die Beschäftigungsfähigkeit von Forschern zu erhöhen, ihre Karriereaussichten im öffentlichen und privaten Sektor zu verbessern, junge Talente aus dem Ausland zurückzuholen und die Mobilität und Weiterbildung von europäischen Nachwuchswissenschaftler sowie des F&I-Personals zu stärken.

#### Forschungsinfrastrukturen
Primäres Ziel dieses Programmbereichs ist es, den transnationalen Zugang zur Nutzung vorhandener Forschungsinfrastrukturen zu erleichtern sowie die Schaffung neuer Einrichtungen vorzubereiten. Den e-Infrastrukturen (z. B. Supercomputer, 5G PPP etc.) kommt eine zentrale Rolle zu, um den Austausch von Wissen, die Verbreitung von Forschungsergebnissen und den Digitale Binnenmarkt zu fördern.

### Schwerpunkt II „Führende Rolle der Industrie“
Durch die Entwicklung neuer Technologien und Innovationen soll die industrielle und wirtschaftliche Wettbewerbsfähigkeit Europas gestärkt werden. Dieser Schwerpunkt umfasst die Förderung von Industrie- und Schlüsseltechnologien, den Zugang zu Risikofinanzierung und Innovationen in kleinen und mittleren Unternehmen.

#### Führende Rolle bei grundlegenden und industriellen Technologien
Im Zentrum dieser Aktivitäten steht die Unterstützung für Forschung, Entwicklung, Demonstration und Innovationsmaßnahmen in den Bereichen Informations- und Kommunikationstechnologien (inklusive Komponenten und Systeme, Rechnersysteme und -technologien, Internet der Zukunft, Inhaltstechnologien und Informationsmanagement, Robotik, Mikro- und Nanoelektronik und Photonik); Nanotechnologien; Fortgeschrittene Werkstoffe; Fortgeschrittene Fertigung und Verarbeitung; Biotechnologie und Weltraumforschung.

#### Zugang zur Risikofinanzierung
Horizont 2020 eröffnet zwei neue Zugänge zu Risikokapital über eine Kreditfazilität sowie eine Beteiligungsfazilität. Beide Instrumente werden von der Europäischen Investitionsbank unter Nutzung des Europäischen Investitionsfonds verwaltet. Die Kreditfazilität richtet sich an Einzelempfänger (v. a. auch forschungsorientierte kleine und mittlere Unternehmen) und umfasst die Gewährung von Darlehen, Garantien oder Rückbürgschaften für Forschungs- und Entwicklungsvorhaben. Unternehmen können die Beteiligungsfazilität bei den ersten Schritten ihrer Gründung durch die Unterstützung bei der Akquise von Beteiligungskapital nutzen.

#### Innovation in kleinen und mittleren Unternehmen
In dieser Förderlinie sind ausschließlich kleinen und mittleren Unternehmen antragsberechtigt. Die Unterstützung erfolgt phasenorientiert und umfasst dabei die gesamte Innovationskette von Machbarkeitsstudien über die Förderung von Forschung und Demonstration bis zur Unterstützung der Markteinführung.

### Schwerpunkt III „Gesellschaftliche Herausforderungen“
Dieser Bereich definiert sieben gesellschaftspolitisch vorrangige Aufgabenbereiche, zu deren Bewältigung Forschung und Innovation maßgeblich beitragen. Interdisziplinäre und missionsorientierte Forschungs- und Innovationsansätze sollen zur Bewältigung der großen Herausforderungen unserer Zeit beitragen:
- Gesundheit, demografischer Wandel und Wohlergehen;
- Ernährungs- und Lebensmittelsicherheit, nachhaltige Land- und Forstwirtschaft, marine, maritime und limnologische Forschung und die Biowirtschaft;
- Sichere, saubere und effiziente Energie;
- Intelligenter, umweltfreundlicher und integrierter Verkehr;
- Klimaschutz, Umwelt, Ressourceneffizienz und Rohstoffe;
- Europa in einer sich verändernden Welt – integrative, innovative und reflektierende Gesellschaften;
- Sichere Gesellschaften – Schutz der Freiheit und Sicherheit Europas und seiner Bürger.

### Weitere Programmelemente von Horizont 2020

#### Verbreitung von Exzellenz und Ausweitung der Beteiligung
Synergien zwischen den Europäischen Struktur- und Investitionsfonds und Horizont 2020 sollen helfen, die Lücke zwischen innovativen und weniger entwicklungsstarken Ländern bzw. Regionen zu schließen.

#### Wissenschaft mit der und für die Gesellschaft
Die Steigerung der Akzeptanz von Wissenschaft in der Gesellschaft durch einen besseren Austausch zwischen beiden ist das Ziel des Teils „Wissenschaft mit der und für die Gesellschaft“. Hinter dem Programm steht der Gedanke, dass ein starkes europäisches Wissenschaftssystem offen ist für gesellschaftliche Bedenken und Belange und dass es Geschlechtergleichheit fördern und dem Interesse junger Menschen und der breiten Öffentlichkeit für Wissenschaft offen begegnen sollte.

#### Europäisches Innovations- und Technologieinstitut
Durch das Europäische Innovations- und Technologieinstitut (EIT) sollen Unternehmen, Hochschulen und Forschungseinrichtungen in europaweiten Verbünden, sog. „Wissens- und Innovationsgemeinschaften“ vernetzt werden. Diese Verbünde sind auf eine längerfristige Zusammenarbeit von z. B. zehn Jahren angelegt. Die Etablierung von innovativen Forschungsergebnissen auf dem Markt soll gefördert und damit ein Beitrag zur Schließung der Lücke zwischen Innovation und Kommerzialisierung geleistet werden.

#### Gemeinsame Forschungsstelle (Joint Research Centre)
Bei der Gemeinsamen Forschungsstelle (Joint Research Centre, JRC) handelt es sich um sieben Forschungsinstitute der Europäischen Kommission, die in fünf EU-Mitgliedstaaten angesiedelt sind. Das JRC fungiert als wissenschaftlicher Dienst der Europäischen Kommission und leistet nachfrageorientierte wissenschaftlich-technische Unterstützung für die Konzeption, Entwicklung, Umsetzung und Überprüfung der EU-Politiken.

## Teilnahme
Anträge auf Projektförderung können nur im Rahmen einer offenen Ausschreibung eingereicht werden. Eine Übersicht über alle Aufrufe bietet das elektronische „Teilnehmerportal“ (Funding & Tender Portal). Über das Teilnehmerportal werden in Horizont 2020 alle Aspekte im Rahmen einer Antragsvorbereitung, Vertragsschließung und Projektumsetzung abgewickelt.
An Horizont 2020 können sich alle Rechtspersonen eines EU-Mitgliedstaats, eines assoziierten Staats oder eines Drittlands beteiligen. Dabei kann es sich sowohl um natürliche Personen wie juristische Personen (d. h. privatrechtlich oder öffentlich-rechtliche Einrichtungen) handeln. Vertragspartner der Europäischen Kommission bei Vorhaben in Horizont 2020 ist in der Regel die Einrichtung (z. B. Universität, Hochschule, Forschungsinstitut oder Unternehmen). Dies gilt auch für individuelle Fördermaßnahmen, wie beispielsweise Stipendien, bei denen die Antragstellenden den Antrag gemeinsam mit ihrer Gasteinrichtung einreichen.
An einem Forschungsprojekt müssen mindestens drei voneinander unabhängige Einrichtungen aus jeweils unterschiedlichen EU-Mitglied- oder assoziierten Staaten beteiligt sein. In den meisten Fällen wird die Mindestanzahl der Partnereinrichtungen jedoch deutlich überschritten. Zusätzliche Anforderungen an die Teilnahme werden in den jeweiligen Arbeitsprogrammen verankert.
Die Möglichkeiten einer Teilnahme sind in den sogenannten Beteiligungsregeln (rules for participation) festgeschrieben. Dort sind auch die Regeln für die Nutzung und Verbreitung von Forschungsergebnissen festgehalten. Sie sind außerdem die Grundlage für Zuwendungsvereinbarungen zwischen der Europäischen Kommission und dem Projektkonsortium.
In Horizont 2020 ist eine einheitliche Förderquote von 100 % je Projekt vorgesehen. Lediglich bei Innovationsmaßnahmen sowie bei Maßnahmen der Kofinanzierung von Programmen ist eine Förderquote von 70 % geplant. Davon ausgenommen sind gemeinnützige Einrichtungen. Diese sollen auch bei Innovationsmaßnahmen mit einer Förderquote von 100 % unterstützt werden.

## Beteiligung
Stand Dezember 2016 wurden in Horizont 2020 rund 10.000 Projekte mit insgesamt 20,3 Milliarden Euro gefördert. Die meisten Fördergelder entfielen dabei auf Deutschland (3,46 Milliarden Euro) gefolgt von Großbritannien (3,07 Milliarden Euro), Frankreich (2,10 Milliarden Euro), Spanien (1,80 Milliarden Euro) und Italien (1,64 Milliarden Euro). Mit rund 443 Millionen Euro erhielt die Max-Planck-Gesellschaft als Einzelorganisation die meisten Fördermittel.
Alle Daten der durch Horizont 2020 unterstützten Projekte werden im Offenen Datenportal der Europäischen Union veröffentlicht.
Die Schweiz war von 2004 bis 2013 an Horizon 2020 assoziiert und hatte nach der Annahme der Masseneinwanderungsinitiative am 9. Februar 2014 zunächst nur eine Teilassoziation an Horizon 2020. Seit dem 1. Januar 2017 ist die Schweiz vollständig an Horizon 2020 assoziiert.

## Beratungsstellen in Deutschland

### EU-Referenten
An den deutschen Universitäten, Fachhochschulen und Forschungseinrichtungen gibt es lokale Ansprechpartner für Horizont 2020, in der Regel EU-Referenten genannt. Sie unterstützen Interessierte aus ihren jeweiligen Einrichtungen, v. a. bei der Beantragung von Fördermitteln sowie bei der Durchführung von EU-Projekten. Bei weiterem Beratungsbedarf wenden sich diese EU-Referenten gemeinsam mit den Antragstellenden ihrer Einrichtung an die thematisch zuständige Nationale Kontaktstelle. Das Netzwerk der EU-Referenten tauscht sich über den „Bundesweiten Arbeitskreis der EU-Referenten an Hochschulen in Deutschland“ aus.

### Nationale Kontaktstellen
In Deutschland betreiben verschiedene Organisationen im Auftrag des Bundesministeriums für Bildung und Forschung und des Bundesministeriums für Wirtschaft und Energie ein Netzwerk sogenannter Nationaler Kontaktstellen (NKS). Diese nationalen Kontaktstellen bestehen aus Experten der jeweiligen thematischen Bereiche. Ihre Hauptaufgabe ist es, Forschende und deren Organisationen in allen Belangen von Horizont 2020 zu unterstützen, indem sie z. B.
- auf Ausschreibungen und Fristen hinweisen,
- in allen Phasen der Antragstellung und Projektbeteiligung individuell beraten,
- Informations- und Beratungsveranstaltungen anbieten,
- aktuelle Informationen und Hintergrunddokumente aus dem forschungspolitischen Umfeld auswerten und aufbereiten sowie
- gegebenenfalls bei der Suche nach Projektpartnern behilflich sind.

Neben ihrer Beratungstätigkeit erfüllen die nationalen Kontaktstellen auch Aufgaben für die Ministerien, in deren Auftrag sie tätig sind. So erfolgt durch die NKS beispielsweise eine Aus- und Bewertung der verschiedenen Antragsrunden. Zudem unterstützen sie die Fachreferate in den Ministerien auch bei der Vorbereitung und der Durchführung der Arbeitsprogramme.